# Actinote suspecta
Actinote suspecta är en fjärilsart som beskrevs av Jordan 1913. Actinote suspecta ingår i släktet Actinote och familjen praktfjärilar. Inga underarter finns listade i Catalogue of Life.